# Eustala cazieri
Eustala cazieri är en spindelart som beskrevs av Levi 1977. Eustala cazieri ingår i släktet Eustala och familjen hjulspindlar. Inga underarter finns listade i Catalogue of Life.